# Петренко Олексій Олексійович
Олексій Олексійович Петренко (нар. 12 квітня 1975) — український футболіст, захисник.

## Життєпис
У 1997 році грав у першому дивізіоні Росії в команді «Уралмаш». З 2000 по 2002 рік — у першій лізі України в команді СК «Миколаїв». З 2003 по 2005 роки — у Казахстані в командах «Ордабаси» та «Кайсар» (суперліга), «Спартак» Семей (перший дивізіон).